# Латвийская Республика (1918—1940)
Латви́йская Респу́блика (известна также как Первая Латвийская Республика) — государство, существовавшее в межвоенный период (1918—1940). Согласно концепции континуитета, современная Латвия является продолжателем Первой Латвийской Республики.

## Предыстория
В сентябре 1917 года в оккупированной германскими войсками Риге латышские политические партии сформировали коалицию — Демократический блок. В начале декабря в Валке латвийские организации окончательно сформировали Латышский временный национальный совет.
24 декабря 1917 (6 января 1918) года в неоккупированных германскими войсками частях Лифляндской и Витебской губерний была провозглашена советская власть (так называемая Республика Исколата), однако вскоре германские войска заняли всю территорию современной Латвии. Перед капитуляцией Германской империи в Первой мировой войне, 5 ноября 1918 года, по инициативе остзейской аристократии на оккупированных территориях было провозглашено Балтийское герцогство — государство под протекторатом Германии.
28 января 1918 года в Петрограде на вторую сессию собирается Латышский временный национальный совет. Резолюция совета от 30 января декларирует, что Латвия должна быть единой, демократической и независимой республикой. При этом резолюцию 30 января Нацсовет держит в тайне, договорившись не публиковать текст в прессе. Его, однако, отправляют иностранным представителям. Позже на эту декларацию ссылаются латвийские дипломаты, добивающиеся международного призвания нового государства. Однако все же было бы преувеличением назвать резолюцию 30 января декларацией независимости Латвии.
17 ноября 1918 года Латышский временный национальный совет и Демократический блок создают Народный совет.

## История
История Латвийской Республики берёт своё начало 18 ноября 1918 года, когда Народный совет провозгласил независимость государства.
7 декабря 1918 года германский уполномоченный в Прибалтике Август Винниг с целью защиты территории Латвии от наступления Красной армии заключил с правительством Карлиса Улманиса соглашение об объявлении прибалтийского ландесвера вооружёнными силами Латвийской Республики. В соответствии с соглашением ландесвер должен был состоять из немецких, латышских и русских рот, при этом доля латышей должна была составлять 2/3 (однако это условие так и не было соблюдено). Временное правительство Латвии пошло на сделку с немцами, так как на тот момент не имело средств для покупки оружия, а малочисленные латышские отряды не могли воевать с Красной армией.
17 декабря 1918 года вышел Манифест Временного рабоче-крестьянского правительства Латвии об установлении советской власти, 22 декабря В. И. Ульянов (Ленин) подписал декрет Совнаркома РСФСР «О признании независимости Советской Республики Латвии». 3 января 1919 года столица страны Рига занята частями Красной армии. Была провозглашена Латвийская Социалистическая Советская Республика.
Не получая достаточной поддержки со стороны немецкого руководства, правительство Улманиса начало формирование независимых от ландесвера латышских военизированных формирований. 5 января 1919 года был организован Отдельный латвийский батальон под командованием Оскара Калпакса. В Южной Эстонии были созданы латышские отряды, насчитывавшие около 9800 солдат и офицеров, объединённые позднее в Северолатвийскую бригаду в составе Вооружённых сил Эстонии. Параллельно с этим министр обороны временного правительства вывел латышские роты из состава ландесвера.
К началу февраля 1919 года Красной армии, в рядах которой были и латышские стрелки, удалось занять большую часть территории Латвии, за исключением небольшой области вокруг портового города Лиепаи, которая оставалась под контролем правительства Карлиса Улманиса. Там же дислоцировались и поддерживавшие какое-то время Улманиса в борьбе с большевиками военные формирования остзейских немцев (прибалтийский ландесвер), в состав которых входила и Латышская бригада (около 2 тыс. солдат и офицеров).
16 апреля 1919 года в Лиепае немецкие отряды ландесвера свергли правительство Улманиса, которое считали антигерманским. Свергнутое правительство Улманиса бежало на пароход «Саратов», специально прибывший из Таллина и стоявший в Лиепайском порту под охраной английских военных. Под охраной британских и французских военных кораблей судно вышло на рейд и около двух месяцев провело в море.
26 апреля 1919 года командование ландесвера назначило премьер-министром Латвии лютеранского пастора Андриевса Ниедру, латыша по национальности, получившего известность благодаря своим острым выступлениям на страницах латышских газет.
22 мая ландесвер, немецкая Железная дивизия и белогвардейские формирования под командованием князя Ливена освободили Ригу от Красной Армии, и туда переехало правительство Ниедры. Немецкое военное и политическое руководство попыталось создать в Латвии политический режим германской ориентации и обратило оружие против эстонской армии и латышских национальных вооружённых формирований, под контролем которых находился север страны.
Однако 23 июня 1919 года эстонская армия и латышские полки разбили под Цесисом отряды ландесвера и Железной дивизии, в результате чего 29 июня прогерманское правительство Ниедры было распущено, а сам Ниедра был вынужден бежать за границу. 27 июня 1919 года правительство Улманиса возобновило свою деятельность в Лиепае.
2 июля, в результате прорыва эстонской армией во главе с Й. Лайдонером и латышскими полками линии обороны Риги, между командованием немецких сил и эстонской армией, при участии представителей Антанты, было заключено перемирие. Согласно его условиям, к 5 июля 1919 года последние части Железной дивизии покинули Ригу, а подразделения ландесвера впоследствии были включены в состав латвийской армии.
В сентябре 1919 года бывший командующий германским корпусом в Латвии граф Рюдигер фон дер Гольц при поддержке реваншистских сил из числа руководства армии Веймарской республики организовал в лагерях для пленных в Германии вербовку и переправку в Латвию русских солдат и офицеров, из которых была создана Западная добровольческая армия под командованием полковника Бермондта-Авалова. В состав Западной армии были также включены подразделения формально ликвидированного германского корпуса фон дер Гольца. 20 сентября Бермондт-Авалов объявил о принятии на себя всей полноты власти в Прибалтике и отказался подчиняться командующему войсками белых армий на Северо-Западе России генералу Юденичу. Западная добровольческая армия была разбита латвийскими войсками при содействии флота Антанты под Ригой в ноябре 1919 года, а сам Бермондт-Авалов бежал в Пруссию.
В начале 1920 года, в ходе совместного наступления латвийской и польской армий, Красная Армия была выбита из Латгалии. 11 августа 1920 года правительство Латвии подписало мирный договор с РСФСР, по которому Советское правительство первым в мире признало существование независимого Латвийского государства. Согласно договору к Латвии отошли Курляндская губерния и части Лифляндской, Витебской и Псковской губерний. 26 января 1921 года независимость Латвии официально признали страны-победители в Первой мировой войне (Антанта). 22 сентября 1921 года Латвия, одновременно с Литвой и Эстонией, была принята в Лигу Наций.

### Послевоенная ситуация
Латвия — единственная территория бывшей Российской империи, которая в результате Первой мировой войны потеряла половину своего населения, большая часть которого была эвакуирована вглубь России вместе с промышленными предприятиями и в Германию, напоминает историк К. К. Матвеев. В этой связи радикально изменилась и экономика территории, потерявшей значительную часть своего производственного и интеллектуального потенциала. Из индустриальной она превратилась в аграрную, сильно уменьшилось городское население (с 40 % в 1913 году до 24 % в 1920-м). Если в Риге перед войной, по переписи 5 декабря 1913 года, было около полумиллиона жителей, в Либаве и Двинске более 100 тысяч в каждом, и во многих других городах больше 10 тысяч жителей, то к 1938 году их численность так и не восстановилась.

### Парламентская республика (1920—1934)
Основной задачей Народного совета было проведение политических консультаций и выборов в Конституционное собрание. Народный совет как высший орган власти в Латвии действовал до начала работы Учредительного собрания (1 мая 1920 года).
7 февраля 1920 года в газете «Valdības Vēstnesis» («Правительственный Вестник») были опубликованы составы Центральной и районных избирательных комиссий по выборам Учредительного собрания. 17 февраля в той же газете публикуется первая инструкция Центральной избирательной комиссии «О выборах Учредительного собрания Латвии».
1 марта окружные избирательные комиссии начали регистрацию кандидатов в депутаты.
Выборы Учредительного собрания состоялись 17-18 апреля 1920 года, в них приняли участие 84,9 % (677 084) избирателей.
Первое заседание Учредительного собрания открылось 1 мая 1920 года. На должность председателя собрания был избран юрист Янис Чаксте, позднее ставший первым президентом Латвийской Республики.
5 мая 1920 года Учредительное собрание создало 26 депутатских комиссий для разработки Конституции Латвии. Конституция была принята Учредительным собранием 15 февраля 1922 года. Она определяла, что Латвия является свободной, независимой, демократической республикой, в которой власть принадлежит народу Латвии, а решение об изменении государственного устройства и международного статуса (отказ от суверенитета, присоединение к какой-либо другой стране и так далее) может принять только сам народ Латвии посредством референдума.
Одной из первых задач новой власти было разделение крупных земельных имений и наделение землёй безземельных крестьян. Уже в 1920 году Учредительное собрание создало комиссию по вопросам подготовки аграрной реформы. Максимальный размер поместий был определён в 50 гектаров земли, все излишки бесплатно передавались безземельным. Надельные участки не должны были быть меньше 10 гектаров и больше 22 гектаров, хотя фактически выделялись и меньшие наделы. Реформа продолжалась до 1937 года и в целом была успешной, обеспечив быстрое развитие сельского хозяйства. Если в 1920 году безземельными были 61,2 % крестьян, то в середине 1930-х годов — только 18 %. Уже в 1923 году посевные площади превысили довоенный уровень.
В свою очередь, 84 % лесов перешло в государственную собственность, что позволило государству контролировать деревообрабатывающую промышленность.
9 июня 1922 года был принят Закон о выборах. Он предусматривал проведение выборов в Сейм каждые три года. Избирательный порог, который было необходимо преодолеть партиям, чтобы быть представленными в Сейме, был низким (2,5 %). В результате начался активный процесс образования, разделения и слияния политических партий и течений, неизбежно связанный со взаимными упрёками и клеветой. Это усиливало внутреннюю политическую нестабильность и приближало политический кризис.

### Авторитарный режим Улманиса (1934—1940)
15 мая 1934 года глава правительства Латвии Карлис Улманис совершил государственный переворот, установив авторитарный режим. Он распустил парламент, часть депутатов временно арестовали, были запрещены все политические партии, стала проводиться ярко выраженная националистическая политика. Поддерживалось сельское хозяйство, инвестировались средства в строительство новых заводов (ВЭФ, Форд-Вайрогс), строились объекты республиканского значения (Кегумская ГЭС, санаторий Кемери), активно поддерживались национальная культура, образование и искусство. Карлиса Улманиса именовали вождём народа.
7 июня 1939 года в Берлине министром иностранных дел Латвии Вильгельмом Мунтерсом и министром иностранных дел Германии Риббентропом был подписан Договор о ненападении, в котором стороны брали на себя обязательство не применять силу друг против друга ни при каких обстоятельствах. В договоре имелась секретная клаузула, согласно которой Латвия обязывалась принять «с согласия Германии все необходимые меры военной безопасности по отношению к Советской России».
23 августа 1939 года СССР и Германия подписали Договор о ненападении между Германией и Советским Союзом и секретный дополнительный протокол к нему о разграничении сфер обоюдных интересов в Восточной Европе на случай «территориально-политического переустройства». Протокол предусматривал включение Латвии в сферу интересов СССР.
В 1939—1941 годах, по латвийско-германским и советско-германским соглашениям, в Германию переехало большинство проживавших на территории Латвии прибалтийских (остзейских) немцев.

### Присоединение к СССР
15 июня 1940 года произошло нападение НКВД СССР на два латвийских пограничных поста — Масленки и Шмайли. Третье нападение — на пост Жугури — было отменено. В Шмайли пограничники не успели проявить никакого сопротивления, были взяты в плен и увезены в СССР. В Масленках войска проявили сопротивление, из-за чего погибли 3 солдата и 2 мирных жителя, здание охраны было сожжено и несколько человек взяты в плен. В общей сложности погибло 5 человек и 37 было взято в плен. Погибшие были и на стороне нападавших.
16 июня в 14:00 советский народный комиссар иностранных дел В. М. Молотов зачитал послу Латвии Ф. Коциньшу ультиматум правительства СССР, в котором требовались отставка правительства Латвии и введение неограниченного контингента советских вооружённых сил в Латвию, дополнив его, что если до 23:00 не будет получен ответ от правительства Латвии, вооружённые силы СССР войдут на территорию Латвии и подавят любое сопротивление.
Карлис Улманис обратился к послу Германии в Латвии Ульриху фон Коцу с просьбой открыть «Клайпедский коридор» для эвакуации властей и армии. В просьбе было отказано. Армия не получила приказ на военное сопротивление и бездействовала. Военное сопротивление кабинет министров отклонил, так как считал, что оно вызовет кровопролитие, но не спасёт Латвийское государство.
17 июня в 9:00 представитель Красной армии генерал-полковник Д. Г. Павлов встретился с представителем Латвийской армии Отто Удентиньшем на железнодорожной станции Йонишки.
Советские войска пересекли латвийско-советскую границу, не дожидаясь ответа властей Латвии и результатов переговоров представителей армий. Уже в 13:00 в Ригу вошли первые советские танки. В 22:15 президент Улманис выступил по радио с призывом к народу оставаться на своих местах и не оказывать сопротивление.
5 августа 1940 года Латвия вошла в состав СССР как одна из союзных республик.